# Tenente Sheridan
Ezechiele "Ezzy" Sheridan, meglio conosciuto come tenente Sheridan, è un personaggio di finzione televisivo interpretato dall'attore Ubaldo Lay, ideato intorno al 1959 dagli sceneggiatori Mario Casacci, Alberto Ciambricco e Giuseppe Aldo Rossi.
È stato protagonista di diverse serie televisive di produzione italiana messe in onda dall'allora Programma Nazionale RAI in tre stagioni fra il 1959 ed il 1961 nella serie Giallo club. Invito al poliziesco, per un totale di ventiquattro episodi e successivamente nelle serie derivate Ritorna il tenente Sheridan (1963) e Sheridan, squadra omicidi (1967), oltre che in altre miniserie.

## Serie televisive
I casi investigativi del tenente Sheridan, capo della sezione omicidi della polizia di San Francisco, erano inseriti inizialmente all'interno di una trasmissione televisiva di prima serata, Giallo club. Invito al poliziesco trasmessa consecutivamente per tre stagioni, dal 1959 al 1961.
Dalla metà degli anni sessanta sono stati realizzati dei film per la televisione scritti appositamente e inseriti in altre due miniserie: Ritorna il tenente Sheridan e Sheridan, squadra omicidi. I telefilm venivano trasmessi su Rai 2, al tempo Secondo Programma, in puntata singola o in più puntate.
La serie di quattro titoli Le donne del tenente Sheridan, con episodi che avevano per titolo il riferimento alla figura della Regina nelle carte da gioco, fu sviluppata fino al 1972 sempre a firma del duo Casacci-Ciambricco e con il contributo alla sceneggiatura del regista Anton Giulio Majano, mentre Casacci è stato autore anche dei testi di alcune canzoni inserite nella colonna sonora.

## Il detective dall'impermeabile bianco
Per il nome di questo personaggio, Ezechiele o più familiarmente "Ezzy", gli autori si ispirarono a quello di Ezechiele Lupo, personaggio dei fumetti della Disney; il cognome Sheridan corrispondeva invece al soprannome di uno degli autori stessi.

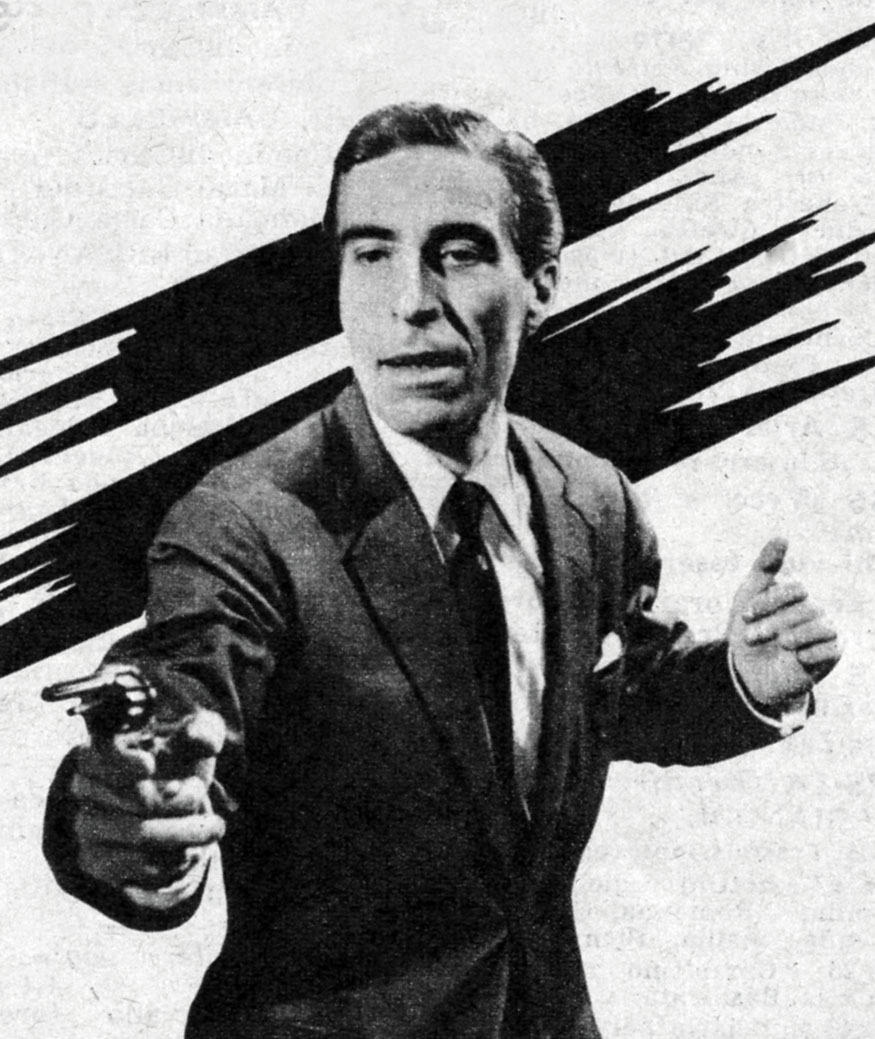
Avviso sul Radiocorriere per il Tenente Sheridan 1960

La figura di Sheridan, che appariva spesso avvolto in un impermeabile color ghiaccio e a capo scoperto, a differenza di molti suoi colleghi hard boiled, era disegnata sui modi spicci ed improntati alla massima perspicacia intuitiva e investigativa tipica di un detective statunitense impegnato in una sezione investigativa di una grande città. Sotto questo aspetto risultava evidente una strizzata d'occhio, quasi una commistione, sia allo stile dettato da Philip Marlowe, il detective uscito dalla penna di Raymond Chandler, sia all'acume indagatorio di Nero Wolfe, il pachidermico investigatore ideato da Rex Stout e del Maigret di Georges Simenon.
L'investigatore poteva contare su un nucleo di collaboratori, personaggi fissi della serie, interpretati da noti attori provenienti spesso dal teatro o dal cinema, come ad esempio Carlo Alighiero nei panni del Sergente Steve Howard e Sandro Moretti in quelli dell'agente Mills.
A rotazione i ruoli degli altri protagonisti di ogni puntata venivano interpretati da attori al tempo molto conosciuti, come Roldano Lupi, che con la loro partecipazione testimoniarono la crescita di popolarità della serie.
A differenza dei primi, parte dei telefilm della serie iniziata nel 1967 erano girati anche in esterni, utilizzando talvolta location suggestive come ad esempio Baia Domizia dove nel 1969 fu girato l'episodio La donna di cuori. A fianco di Lay in quella circostanza erano Amedeo Nazzari e Sandra Mondaini.
Il tenente Sheridan nel 1960 fu anche protagonista di un film Chiamate 22-22 tenente Sheridan, diretto da Giorgio Bianchi e realizzato per le sale cinematografiche sulla falsariga dei popolarissimi telefilm-quiz di quegli anni; fu prestato poi alla pubblicità per le serie di Carosello che pubblicizzavano: gli "orologi Revue" della Merveille (1961), le lame da barba super-inox delle Acciaierie di Bolzano (tra il 1963 e il 1967) e infine (dal 1974 al 1976) l'aperitivo Biancosarti.
Nel 1970 e nel 1978 il personaggio venne proposto anche alla radio, in due edizioni della trasmissione Gran varietà.
Nel 1984 tornò per l'ultima volta sui teleschermi nei panni del tenente ormai in pensione, diventato detective privato, nella miniserie in quattro puntate Indagine sui sentimenti diretta da Claudio Sestieri, miniserie che nel 2001 fu ridotta a film-tv di 90 minuti per un nuovo passaggio televisivo su Rai 3.

## Titoli

### I 24 casi all'interno diGiallo club. Invito al poliziesco
| Titolo episodio                 | Data trasmissione | Sceneggiatori                          | Regista            |
| ------------------------------- | ----------------- | -------------------------------------- | ------------------ |
| Qualcuno al telefono            | 3 novembre 1959   | Casacci-Ciambricco-Giuseppe Aldo Rossi | Stefano De Stefani |
| Morte per una spia              | 10 novembre 1959  | Casacci-Ciambricco-Aldo Rossi          | Stefano De Stefani |
| Sedici ore per non morire       | 17 novembre 1959  | Casacci-Ciambricco-Aldo Rossi          | Stefano De Stefani |
| Buio alle otto                  | 24 novembre 1959  | Casacci-Ciambricco-Aldo Rossi          | Stefano De Stefani |
| Delitto a tempo di rock         | 1 dicembre 1959   | Casacci-Ciambricco-Aldo Rossi          | Stefano De Stefani |
| La cortina di fosforo           | 8 dicembre 1959   | Casacci-Ciambricco-Aldo Rossi          | Stefano De Stefani |
| Rapina al grattacielo           | 13 gennaio 1960   | Casacci-Ciambricco-Aldo Rossi          | Stefano De Stefani |
| Una gardenia per Helena Carrell | 20 gennaio 1960   | Casacci-Ciambricco-Aldo Rossi          | Stefano De Stefani |
| Vacanze col gangster            | 27 gennaio 1960   | Casacci-Ciambricco-Aldo Rossi          | Stefano De Stefani |
| Sfida alla gang                 | 3 febbraio 1960   | Casacci-Ciambricco-Aldo Rossi          | Stefano De Stefani |
| Gioco d'azzardo                 | 9 febbraio 1960   | Casacci-Ciambricco-Aldo Rossi          | Stefano De Stefani |
| Un giorno prima                 | 16 febbraio 1960  | Casacci-Ciambricco-Aldo Rossi          | Stefano De Stefani |
| Ultimo avviso                   | 17 luglio 1960    | Casacci-Ciambricco-Aldo Rossi          | Guglielmo Morandi  |
| Arsenico per due                | 31 luglio 1960    | Casacci-Ciambricco-Aldo Rossi          | Guglielmo Morandi  |
| La notte della verità           | 7 agosto 1960     | Casacci-Ciambricco-Aldo Rossi          | Guglielmo Morandi  |
| Un'impronta dall'aldilà         | 14 agosto 1960    | Casacci-Ciambricco-Aldo Rossi          | Guglielmo Morandi  |
| La morte ha due volti           | 26 febbraio 1961  | Casacci-Ciambricco-Aldo Rossi          | Guglielmo Morandi  |
| Omicidio Quiz                   | 5 marzo 1961      | Casacci-Ciambricco-Aldo Rossi          | Guglielmo Morandi  |
| Partita a tre                   | 12 marzo 1961     | Casacci-Ciambricco-Aldo Rossi          | Guglielmo Morandi  |
| Qualcuno ha tradito             | 19 marzo 1961     | Casacci-Ciambricco-Aldo Rossi          | Guglielmo Morandi  |
| Omicidio cieco                  | 26 marzo 1961     | Casacci-Ciambricco-Aldo Rossi          | Guglielmo Morandi  |
| Tutti contro Clay               | 9 aprile 1961     | Casacci-Ciambricco-Aldo Rossi          | Guglielmo Morandi  |
| I conti non tornano             | 16 aprile 1961    | Casacci-Ciambricco-Aldo Rossi          | Guglielmo Morandi  |
| Il posto vuoto                  | 23 aprile 1961    | Casacci-Ciambricco-Aldo Rossi          | Guglielmo Morandi  |

### La serieRitorna il tenente Sheridan
| Titolo episodio           | Data trasmissione della prima puntata | Sceneggiatori                          | Regista     |
| ------------------------- | ------------------------------------- | -------------------------------------- | ----------- |
| L'ultima verità           | 20 ottobre 1963                       | Casacci-Ciambricco-Giuseppe Aldo Rossi | Mario Landi |
| Una dote per Ghita        | 27 ottobre 1963                       | Casacci-Ciambricco-Aldo Rossi          | Mario Landi |
| Un testimone per uccidere | 3 novembre 1963                       | Casacci-Ciambricco-Aldo Rossi          | Mario Landi |
| La lettera                | 10 novembre 1963                      | Casacci-Ciambricco-Aldo Rossi          | Mario Landi |
| Un uomo nuovo             | 17 novembre 1963                      | Casacci-Ciambricco-Aldo Rossi          | Mario Landi |
| La città accusa           | 1 dicembre 1963                       | Casacci-Ciambricco-Aldo Rossi          | Mario Landi |

### La serieSheridan, squadra omicidi
| Titolo episodio             | Data trasmissione della prima puntata | Sceneggiatori                          | Regista          |
| --------------------------- | ------------------------------------- | -------------------------------------- | ---------------- |
| Paso Doble                  | 13 ottobre 1967                       | Casacci-Ciambricco-Giuseppe Aldo Rossi | Leonardo Cortese |
| Recita a soggetto           | 20 ottobre 1967                       | Casacci-Ciambricco-Aldo Rossi          | Leonardo Cortese |
| Paura delle bambole         | 27 ottobre 1967                       | Casacci-Ciambricco-Aldo Rossi          | Leonardo Cortese |
| Processo di seconda istanza | 3 novembre 1967                       | Casacci-Ciambricco-Aldo Rossi          | Leonardo Cortese |
| Soltanto una voce           | 10 novembre 1967                      | Casacci-Ciambricco-Aldo Rossi          | Leonardo Cortese |

### Le quattro miniserie televisive chiamateSerie delle carteo iRomanzi delle donne
Il tenente Sheridan è stato al centro di quattro miniserie televisive il cui titolo richiama le figure femminili di un mazzo di carte da gioco.
| Titolo della miniserie | Data trasmissione della prima puntata | Sceneggiatori             | Regista             |
| ---------------------- | ------------------------------------- | ------------------------- | ------------------- |
| La donna di fiori      | 19 settembre 1965                     | Casacci-Ciambricco-Majano | Anton Giulio Majano |
| La donna di quadri     | 19 aprile 1968                        | Casacci-Ciambricco        | Leonardo Cortese    |
| La donna di cuori      | 24 ottobre 1969                       | Casacci-Ciambricco        | Leonardo Cortese    |
| La donna di picche     | 26 marzo 1972                         | Casacci-Ciambricco        | Leonardo Cortese    |

### L'ultima miniserie televisivaIndagine sui sentimenti
| Titolo della miniserie  | Data trasmissione della prima puntata | Sceneggiatori                       | Regista          |
| ----------------------- | ------------------------------------- | ----------------------------------- | ---------------- |
| Indagine sui sentimenti | 7 luglio 1984                         | Casacci-Ciambricco-Claudio Sestieri | Claudio Sestieri |

## Parodie
In Provaci anche tu, Lionel, film del 1973 diretto da Roberto Bianchi Montero, Ubaldo Lay è interprete del tenente accanto a Oreste Lionello, incaricato di risolvere un bizzarro caso, quello di ritrovare un paio di slip rossi. Lay dapprima gli presta il suo impermeabile, quindi lo aiuta ad arrestare i componenti di una gang alla caccia di un prezioso microfilm.
Ne L'esorciccio, parodia de L'esorcista, film del 1975 diretto e interpretato da Ciccio Ingrassia, Ubaldo Lay è interprete nuovamente nelle vesti del popolare investigatore televisivo dando vita ad un dialogo con l'esorciccio parafrasando quello intercorso tra padre Karras e il detective Kinderman. Pellicola tratta dall'omonimo romanzo di William Peter Blatty, di cui il lavoro di Ingrassia era un'ovvia imitazione grottesca.
La maschera del tenente Sheridan venne anche indossata da Andrea Brambilla, noto come lo Zuzzurro del duo cabarettistico Zuzzurro e Gaspare, che si presentava nella scena indossando lo spolverino color ghiaccio facendosi chiamare commissario dalla sua spalla.

## Distribuzione in Home Video
La prima distribuzione Home Video avvenne a metà degli anni novanta, uscirono cinque VHS su etichetta Videorai/Fonit Cetra, con tutti i cinque episodi della serie Sheridan, squadra omicidi.
Nel 2003 furono distribuiti dieci episodi prima in VHS e poi in DVD dalla Elleu Multimedia semplicemente col titolo Il Tenente Sheridan. Dei dieci episodi sette erano tratti da Giallo club. Invito al poliziesco (Rapina al grattacielo, Vacanze con gangster, Delitto a tempo di rock, Una gardenia per Helena Carrell, 16 ore per non morire, Buio alle otto, La cortina di fosforo) e tre da Sheridan, squadra omicidi (Paura delle bambole, Paso doble, Soltanto una voce).
Mentre nel 2007 la Rai.com in collaborazione con Eagle Pictures ha editato tre cofanetti: Le prime indagini del tenente Sheridan - Vol. 01 che contiene gli episodi 16 ore per non morire, Buio alle otto, Delitto a tempo di rock, La cortina di fosforo, da Giallo club. Invito al poliziesco. Le prime indagini del tenente Sheridan - Vol. 02 che contiene gli episodi Rapina al grattacielo, Una gardenia per Helena Carrell, Vacanze con gangster, sempre tratte da Giallo club. Invito al poliziesco. Sheridan, squadra omicidi con tre episodi, Paso doble, Paura delle bambole e Soltanto una voce, tratti dalla serie omonima 
Sheridan, squadra omicidi. 
Nel 2010, sempre Rai.com in con Eagle Pictures, ha editato quattro cofanetti con le quattro miniserie televisive dei Romanzi delle donne: La donna di fiori, La donna di quadri, La donna di cuori e La donna di picche.